# Giustiziere (funzionario)
Il termine giustiziere designava, in alcuni ordinamenti medioevali europei, il funzionario deputato all'amministrazione della giustizia in una data circoscrizione territoriale. La figura del giustiziere venne introdotta storicamente nel regno d'Inghilterra ed in Scozia e chiamata Chief Justiciar. Anche nel regno svedese era presente con mansioni analoghe ed era chiamato Lagman. Nell'Italia meridionale e in Sicilia venne introdotto nel XII secolo dai Normanni.

## Funzioni e compiti
Il gran giustiziere a sua volta sovrintendeva a diversi giustizieri che gestivano il potere in ambito locale.
In pratica, oltre che a essere il giudice supremo, era anche un politico, un militare e un finanziere.
Il gran giustiziere aveva i compiti principali di:
- governare il paese quando il re era assente, secondo le direttive ricevute dal sovrano, inerenti allo Stato, alla Chiesa e gli affari privati del sovrano,
- presiedere all'elezione dei vescovi,
- curare la fortificazione dei castelli,
- presiedere la corte di giustizia,
- presiedere la commissione per la riscossione dei tributi,
- provvedere ad inviare al re il necessario per la caccia,

In seguito la carica di gran giustiziere divenne soprattutto onorifica, senza  quindi giustizieri subordinati.

## Storia

### Regno d'Inghilterra
Nel Regno d'Inghilterra, le riforme introdotte da Guglielmo il Conquistatore per l'amministrazione della giustizia prevedevano che essa dipendesse direttamente dal sovrano attraverso il sistema delle curie. In particolare, egli istituì la figura del giustiziere, ovvero un giudice itinerante, detto, appunto, Justitiarius itinerantis o Justitiarius errans, che aveva il compito di amministrare, spostandosi lungo il suo territorio, una determinata provincia o curia, che di volta in volta, a seconda delle esigenze della corona, gli veniva affidata. I giustizieri erranti dipendevano da una curia suprema di nomina regia, che aveva sede direttamente a corte, e che era composta dai giustizieri del Banco e dal giustiziero capitale. Quest'ultimo era il primo magistrato dello stato e, similmente ad un viceré, svolgeva funzioni suppletive: "in assenza del principe, presiedeva alla real corte". Il giustiziere capitale aveva il compito di destinare, di volta in volta, i giudici itineranti nelle varie province e, inoltre, aveva competenza, di concerto con i giustizieri del Banco, per le cause che non potevano essere definite dai giustizieri "ordinari".
Il gran giustiziere aveva sede a Westminster ed era scelto dal monarca fra le personalità più influenti del regno; saltuariamente guidava anche i gruppi di giudici itineranti istituiti dall'assise di Clarendon. Presiedeva la corte reale (magna curia) e la commissione tributaria. Quest'ultima si riuniva due volte l'anno ed era detta scaccarium, e i nobili che la componevano erano detti i "baroni dello scacchiere")

### Lista dei Gran Giustizieri d'Inghilterra
| Nome                                       | Durata                                | Sovrano                                          |
| ------------------------------------------ | ------------------------------------- | ------------------------------------------------ |
| Roger di Salisbury                         | 1102–1116?                            | Enrico I d'Inghilterra                           |
| Ralf Basset                                | 1116                                  | Enrico I d'Inghilterra                           |
| Richard Basset                             |                                       | Enrico I d'Inghilterra                           |
| Roger di Salisbury                         | ?–1139                                | Stefano d'Inghilterra                            |
| Roberto di Beaumont, II conte di Leicester | 1154–68 (insieme con Richard de Luci) | Enrico II d'Inghilterra                          |
| Richard de Luci                            | 1154–79                               | Enrico II d'Inghilterra                          |
| Ranulf de Glanvill                         | 1180–89                               | Enrico II d'Inghilterra Riccardo I d'Inghilterra |
| William de Mandeville                      | 1189 (insieme con Hugh de Puiset)     | Riccardo I d'Inghilterra                         |
| Ugo Puiset, vescovo di Durham              | Dicembre 1189–Aprile 1190             | Riccardo I d'Inghilterra                         |
| Guglielmo di Longchamp, vescovo di Ely     | 1189–91                               | Riccardo I d'Inghilterra                         |
| Walter de Coutances, Arcivescovo di Rouen  | 1191–93                               | Riccardo I d'Inghilterra                         |
| Hubert Walter, vescovo di Salisbury        | 1194–98                               | Riccardo I d'Inghilterra                         |
| Geoffrey Fitz Peter                        | 11 luglio 1198 – 14 ottobre 1213      | Riccardo I d'Inghilterra Giovanni d'Inghilterra  |
| Peter des Roches, vescovo di Winchester    | 1213–1215                             | Giovanni d'Inghilterra                           |
| Hubert de Burgh                            | 1215–1232                             | Giovanni d'Inghilterra Enrico III d'Inghilterra  |
| Stephen de Segrave                         | ?–1234                                | Enrico III d'Inghilterra                         |
| Hugh Bigod                                 | 1258–60                               | Enrico III d'Inghilterra                         |
| Hugh le Despencer                          | 1260–Maggio 1261                      | Enrico III d'Inghilterra                         |
| Philip Basset                              | Maggio 1261–?                         | Enrico III d'Inghilterra                         |
| Fonti:                                     |                                       |                                                  |

### Regno di Sicilia
Nel Regno di Sicilia, in epoca normanna, sveva ed angioina, il giustiziere era il funzionario di nomina regia, che rappresentava l'autorità del sovrano a livello provinciale. In particolare, nello stato siciliano, si distingueva il Gran Giustiziere dal Giustiziere, quest'ultimo con mansioni nei distretti amministrativi, detti, a seconda della suddivisione amministrativa vigente, Valli o Giustizierati
Ruggero II di Sicilia, sostiene Rosario Gregorio, "compose in miglior forma questo sistema"; ovvero, prendendo come base il modello di Guglielmo I d'Inghilterra, riorganizzò l'amministrazione della giustizia nel proprio reame. Divenuto conte di Sicilia, il normanno, attraverso la produzione di un apparato normativo che fosse in grado di regolamentare l'amministrazione dell'isola, diede forma al sistema del diritto pubblico Siciliano. Il complesso delle leggi emanate da Ruggero, afferma Rosario Gregorio, non può considerarsi come riformatore di un sistema precedente: fu, invece, volto a creare ex novo la struttura normativa dello stato, andando a dare forma giuridica agli istituti e alle usanze già in essere ma non formalizzati in alcun corpo normativo.
Ad esempio Ruggero, sulla figura del magistrato, che era già presente in diverse città e villaggi della Sicilia e la cui attività era pubblicamente autorizzata e riconosciuta, il sovrano legiferò come se egli l'avesse per la prima volta istituita. Tra le varie disposizioni in materia di magistrati, Ruggero stabilì che era reato metter in dubbio l'autorità del magistrato, la quale era sacra ed inviolabile, ma al tempo stesso, al fine di assicurare la libertà civile dei sudditi, dispose che sarebbe stato soggetto a pena di morte o di infamia il giudice che male amministrava giustizia. Prima delle riforme di Ruggero II, il magistrato aveva competenza sui giudizi di secondo grado (mentre il primo grado era deputato ai magistrati locali), ma, non essendo tale figura presente in tutte le località dell'isola, il secondo grado di giustizia passava spesso sotto la diretta competenza del sovrano, che attraverso messi o delegati riusciva ad adempiere a tale ufficio. Per sopperire a tali limiti, Ruggero II, attuò, quindi, una serie di riforme sulla base di quelle attuate da Guglielmo in Inghilterra.

Il primo Re di Sicilia, in particolare, introdusse due figure specifiche in sostituzione della vecchia figura di magistrato. Esse erano rappresentate dai giustizieri, come nel caso inglese, e dai camerari. Entrambe le tipologie di magistrato furono inquadrate come funzionari di livello superiore ed avevano giurisdizione su una determinata circoscrizione territoriale: 
Nello specifico, Rosario Gregorio riporta che il primo a ricoprire la funzione di "giustiziere di Palermo" fu lo stesso Re Ruggero. Nell'amministrazione della giustizia, ai giustizieri competeva il secondo grado di giudizio sia in ambito penale, sia in ambito civile, e, per le aree ove erano assenti i magistrati locali deputati alle cause penali, anche il primo grado in ambito penale. Il primo grado della giustizia penale era, comunque, affidato ai giustizieri anche per la più alta giurisdizion criminale, ovvero tutti i reati più gravi, nella cerchia dei quali il sovrano normanno aveva incluso la violenza contro le donne. Anche per il primo grado della giustizia civile erano previste delle eccezioni che affidavano la competenza di tali cause ai giustizieri, rappresentate dalle controversie riguardanti i feudi non quaternati. Per i feudi descritti nei "quaderni fiscali" e per i contadi delle baronie, invece, la competenza era ascrivibile direttamente alla Magna Curia. Il giustiziere, inoltre, aveva facoltà di porre fine alle cause di primo grado che si protraevano per oltre due mesi, a meno che non avesse ritenuto opportuno per esse un tempo maggiore. Nei casi di interruzione, però, era possibile per l'attore della controversia ricorrere al secondo grado per mancata giustizia. Il giustiziere aveva un proprio seguito che si componeva di un notaro degli atti e di alcuni giudici a lui subordinati che fungevano da semplici assessori: il complesso di questi burocrati era definito corte del giustizierato. Giustizieri e camerari, inquadrati come magistrati ordinari, furono, dunque, integrati nel sistema amministrativo concepito da Ruggero II. Questi funzionari duravano in carica per un tempo determinato e, al termine del loro mandato, avevano l'obbligo di trattenersi presso i loro successori per un periodo di cinquanta giorni. Questo, non solo per adempiere agli obblighi del passaggio di consegne, ragguagliando il nuovo giustiziere, ma anche per sottoporsi ad eventuali istanze e reclami esposti contro costoro il magistrato uscente degli abitanti della circoscrizione in cui quest'ultimo aveva operato.